# Les Radicaux de l'islam

Les Radicaux de l'islam est un documentaire français réalisé par Caroline Fourest sur les mouvements islamistes en France. Produit par la société Et la Suite et diffusé le 12 février 2013 en première partie de soirée sur France 5, ce film documentaire de 52 minutes est le second volet de la série documentaire Les Réseaux de l'extrême.